# Xã Kawkawlin, Michigan
Xã Kawkawlin (tiếng Anh: Kawkawlin Township) là một xã thuộc quận Bay, tiểu bang Michigan, Hoa Kỳ. Năm 2010, dân số của xã này là 4.848 người.